# Faro del Pescador
El faro del Pescador es un faro español situado en la villa de Santoña, en Cantabria, en un acantilado del Monte Buciero.

## Edificio
Originalmente existía un faro a la entrada de la bahía de Santoña, en el promontorio conocido como Punta del Fraile. Sin embargo, no marcaba bien la costa, por lo que en 1859 se decidió la construcción de este nuevo faro. Su inauguración fue el 1 de febrero de 1864. Su estructura inicial con torre blanca cónica sobre edificio fue modificada en 1926 con la renovación del sistema de iluminación. La introducción de nuevos automatismos se tradujo en la supresión del personal, y esto llevó al derribo del edificio destinado a vivienda y la construcción de uno nuevo con una sola planta. Una última reforma en 1990 añadió un grupo eléctrico.

## Ayudas a la navegación
Comenzó este faro a iluminar a los navegantes con una lámpara de aceite de oliva, montada en una óptica de 300 mm de distancia focal con las partes catadióptricas fijas y la dióptrica formada por dos lentes giratorias. Este sistema obtenía un alcance de 17 millas náuticas y daba la apariencia de emitir una luz fija de color blanco con destellos de igual color cada tres minutos.
La reforma de 1929 sustituyó esta instalación por un sistema Dalen. Su apariencia es de 3+1 destellos cada 15 segundos, con el siguiente periodo: 0,8+1,4+0,8+1,4+0,8+4,5+0,8+4,5.

## Episodios relevantes
El acceso al faro se realiza por una carretera que bordea el penal de El Dueso. En la noche del 22 al 23 de febrero de 1915 un ciclón dejó prácticamente destruido el edificio, aunque posteriormente fue reparado. El 15 de septiembre de 1936, durante la Guerra Civil, el faro fue apagado.